# Stół spawalniczy

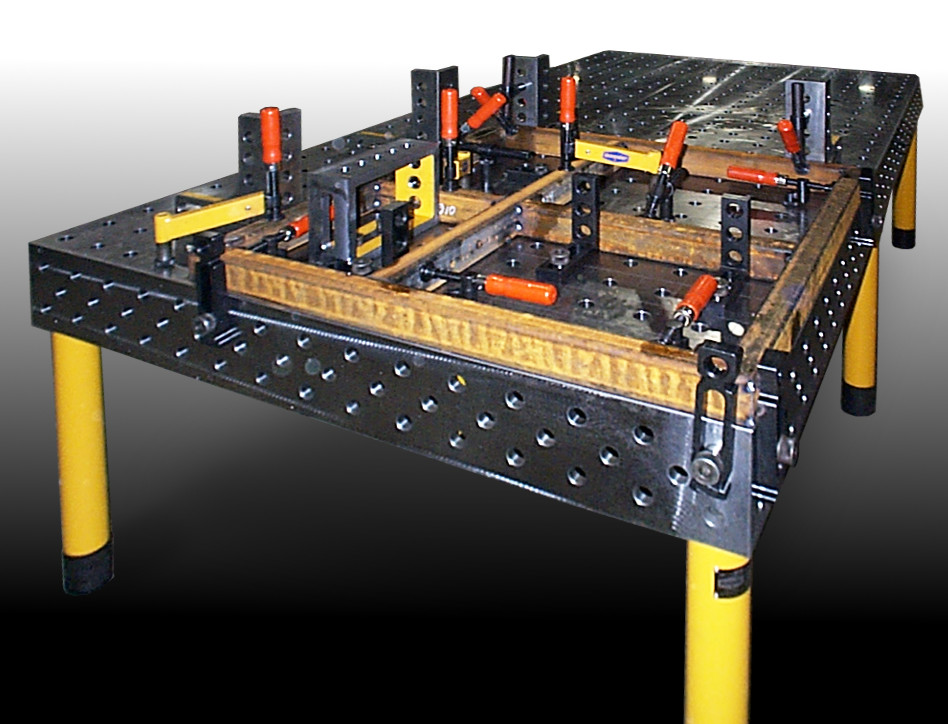
Stół spawalniczy z otworami do mocowania obrabianych detali za pomocą zacisków.

Stół spawalniczy – narzędzie warsztatowe wykorzystywane w procesach spawania i montażu elementów metalowych. Jest to solidna platforma robocza, zazwyczaj wykonana z wysokowytrzymałościowej stali, wyposażona w system otworów i rowków, które umożliwiają precyzyjne mocowanie elementów za pomocą specjalistycznych uchwytów i akcesoriów. Stoły spawalnicze znajdują zastosowanie w przemyśle metalowym, motoryzacyjnym, lotniczym oraz w warsztatach rzemieślniczych, gdzie wymagana jest wysoka precyzja i powtarzalność pracy.

## Konstrukcja i cechy
Stoły spawalnicze charakteryzują się płaską i wytrzymałą powierzchnią, odporną na wysokie temperatury oraz uszkodzenia mechaniczne. Są wyposażone w otwory montażowe o standardowych średnicach (np. 16 mm, 28 mm), co pozwala na ich uniwersalne zastosowanie w różnorodnych procesach spawalniczych. Dzięki modułowej konstrukcji stoły mogą być dostosowywane do specyficznych potrzeb użytkownika, na przykład poprzez dodanie kątowników, zacisków, przystawek czy innych akcesoriów.

## Zastosowanie
Stoły spawalnicze są nieodzownym elementem wyposażenia zakładów przemysłowych oraz warsztatów, gdzie wymagane jest precyzyjne ustawienie i mocowanie elementów podczas spawania. Służą one zarówno do prostych prac warsztatowych, jak i do skomplikowanych zadań montażowych w produkcji seryjnej.